# Pidsadkî, Pustomîtî
Pidsadkî (în ucraineană Підсадки) este un sat în comuna Porșna din raionul Pustomîtî, regiunea Liov, Ucraina.

## Demografie
Componența lingvistică a localității Pidsadkî
     Ucraineană (100%)
Conform recensământului din 2001, toată populația localității Pidsadkî era vorbitoare de ucraineană (100%).